# The Girl in the Checkered Coat
The Girl in the Checkered Coat er en amerikansk stumfilm fra 1917 af Joe De Grasse.

## Medvirkende
- Dorothy Phillips som Mary Graham / Flash Fan.
- William Stowell som David Norman.
- Lon Chaney som Hector Maitland.
- Mattie Witting som Ann Maitland.
- David Kirby som Jim.